# 小营站 (滨州)
小营站，位于山东省滨州市滨城区小营街道，是滨港铁路和博小铁路的货运站，为滨州市重要的物资集散地。小营站站线785米，到发线618米，岔线121米，旅客站台1座。后滨港铁路项目开工后对小营站进行升级改造，工程投资2500万元。对站内既有到发线进行改造并在站房侧新建一座基本站台，新建房屋1165平方米。将站内1、2股向滨州方向延伸，同时在站房对侧新建一条到发线，预留到发线1条铺轨条件。在车站滨州方向3股尽端设置1条待机线，有效长50米。